# Kleinalfalterbach
Kleinalfalterbach ist ein Gemeindeteil der Gemeinde Deining im Landkreis Neumarkt in der Oberpfalz.

## Geografie
Das Kirchdorf Kleinalfalterbach liegt ziemlich genau zwischen Nürnberg und Regensburg, auf der Jurahochebene, am Rande eines etwa 10 Meter hohen, felsigen Hanges, der sich über die im Tal verlaufende Bahnlinie erhebt.

## Geschichte
- 960 Erste Ansiedlungen durch den Babenberger Ernst I.
- 1281 Heinrich von Boulanden (Pollanten) tritt das „jus patronatus“ von Kleinalfalterbach dem Benediktinerkloster zu Ahausen ab.
- 1308 Kleinalfalterbach und Sallmannsdorf gehören dem Bischof von Regensburg, Großalfalterbach und Pirkach dem Herzog von Bayern.
- 1312 Nach Aufhebung der Tempelherren fielen die Besitzungen von Alfalterbach an den Bischof von Eichstätt, der sie größtenteils an Ritter des Herzogs von Neumarkt verkaufte.
- 1326 Nach dem Verkauf der Heidecker Burg an bayerische Herzöge werden die Orte Groß- und Kleinalfalterbach bayerisch. Sie gehören nunmehr zum Amt Holnstein.
- 1480 Johannes Treml wird als erster Pfarrer oder Pfarrvikar genannt.
- 1540 Durch die Kurpfalz wird die Reformation eingeführt.
- 1622 Die Calvinisten lassen die Kirche in Kleinalfalterbach eingehen, sie wird als Heustadel genutzt.
- 1625 Die Gegenreformation beginnt.
- 1671 wird Kleinalfalterbach dem Kirchensprengel Großalfalterbach einverleibt.
- 1739 Die Kirche wird neu gebaut und am 12. September 1747 von dem Eichstätter Weihbischof Johann Gottfried Groß von Trockau dem Hl. Andreas geweiht. Die Orgel stammt von der Firma Bittner aus Freystadt.
- 1757 Ein Kreuzweg wird in der Kirche durch Pfarrer Holzhammer eingeführt.
- 1800 Ein goldener Kelch wird von Pfarrer Johann Götz gekauft.
- 1820 Die Orte Kleinalfalterbach und Sallmannsdorf gehen an das Landgericht Neumarkt.
- 1829 Der Hochaltar und zwei Nebenaltäre werden durch einen Maler aus Kastl restauriert.
- 1851 Kleinalfalterbach wird selbstständige Gemeinde und von Mitterstahl getrennt.
- 1865 Das Innere der Kirche wird neu geweißt, der Turm verputzt, neue Schwelle am Presbyterium gebaut.
- 1871 Die Gemeinde kauft für die Pflichtfeuerwehr die erste Feuerspritze.
- 1875 Der Turm wird restauriert und ein Blitzableiter installiert.
- 1876 Die Gemeinde baut eine Wasserleitung mit zwei Hochbehältern.
- 1884 wird ein Kreuzweg von Georg Lang aus Deining geweiht.
- 1885 schuf Georg Lang das große Deckenbild in der Filialkirche St. Andreas
- 1891 werden zwei neue Glocken konsekriert.
- 1893 Ein neues Feldkreuz an der Straße nach Deining wird eingeweiht.
- 1904 Kauf einer zweiten Feuerspritze, sie war bis 1958 in Betrieb.
- 1919 Die erste öffentliche Telefonzelle wird beantragt und beim Wirt eingerichtet.
- 1936 Eine vollkommen neue Wasserleitung wird erstellt, nachdem die aus dem Jahre 1878 schon mehrere Jahre außer Betrieb war.
- 1937 Durch den Anschluss an die OBAG erhält Kleinalfalterbach elektrischen Strom.
- 1964 Bau eines Feuerwehrhauses, die Dorfstraße wird asphaltiert.

Kleinalfalterbach war die zweite bis dahin selbständige Gemeinde, die sich der Gemeinde Deining anschloss. Nach dem Beschluss des Kleinalfalterbacher Gemeinderates trat die Eingliederung am 1. Juli 1976 in Kraft.
- 1977 Die Kirche wird außen renoviert, wobei die Einwohner viel in Eigenleistung vollbringen. Der Turm erhält ein Kupferdach.
- 1983 Die Kirche erhält einen neuen Volksaltar des Künstlers Kreuz aus Herrsching, der in der Pfarrei mehrere Altäre geschaffen hat.
- 1986 Die historische Orgel wird durch Fa. Sandtner aus Dillingen renoviert.
- 1987 Der Ort erhält zum dritten Mal eine neue Wasserleitung und wird an die Sengenthaler Gruppe angeschlossen.
- 1994 Die Filialkirche St. Andreas erhält eine neue Glocke, der Glockenstuhl wird dafür erweitert.

## Kirche St. Andreas
Die Filialkirche der Pfarrei Deining wurde 1739 gebaut und 1747 geweiht. Das Kirchenschiff misst 13 mal 7 Meter und ist ein flachgedeckter Saalbau mit eingezogenem, dreiseitig geschlossenem Chor, der von einer Stichkappentonne überwölbt wird. Der Turm ist an der Nordseite des Chores und hat einen Achteckaufsatz sowie ein Zwiebeldach. Die Schiffswände sind durch Doppelpilaster gegliedert.
Der Raum wird geschmückt durch ein großes Deckenbild mit Martyrium des hl. Andreas von Georg Lang, Deining 1885.
Ausstattung: Hochaltar wohl um 1740, Viersäulenaufbau mit Seitenfiguren der Hl. Johannes von Nepomuk und Franz-Xaver; Altarblatt: Glorie des hl. Andreas. Seitenaltäre mit gewundenen Weinlaubsäulen um 1700, frühklassizistisch überarbeitet. Deren Altarblätter stammen aus dem Jahr 1762 und wurden von Johann Georg Haemerl angefertigt. Links die Hl. Familie, rechts der hl. Johannes von Nepomuk, dazwischen die Nachbildung des Innsbrucker Maria-Hilf-Bildes. Figuren im Chor: links Anna selbdritt, rechts hl. Joseph, wohl aus der zweiten Hälfte des 17. Jahrhunderts.